# Condado de Moore (Texas)
O Condado de Moore é um dos 254 condados do estado norte-americano do Texas. A sede do condado é Dumas, e sua maior cidade é Dumas. Outras cidades no condado são Cactus, Etter, Sunray, Middlewell e Masterson.
O condado possui uma área de 2 356 km² (dos quais 26 km² estão cobertos por água), uma população de 20 121 habitantes, e uma densidade populacional de 9 hab/km² (segundo o censo nacional de 2000).
O condado foi criado em 1876.